# うせもの宿
『うせもの宿』（うせものやど）は、穂積による日本の漫画作品。『月刊フラワーズ』（小学館）にて2014年5月号から2015年12月号まで連載された。単行本は全3巻。

## あらすじ
失くしたものが必ず見つかる「うせもの宿」。案内人に連れられてやって来た老若男女様々な客は、子供の姿をした女将に誘（いざな）われ、不思議な宿で探し物をする。
客は皆、現世に何らかの後悔・未練がある死者で、それらが晴れると宿を出ていくことができる。宿の門を境に「あの世」と「この世」に分かれており、案内人は決して門より内側には踏み込まない。女将を含め、宿で働く者は皆、探し物が見つかっていない者である。
物語は、客が宿を出て行くまでの短編を中心に描かれ、次第に宿の従業員の過去、最終的に生前の記憶を無くした女将と、案内人・マツウラの関係が描かれる。

## 登場人物
女将
うせもの宿の女将。見た目はおかっぱ頭で着物姿の少女。子供は好かない。生前の記憶がないため、探しものが何かも分からない。
マツウラ
うせもの宿に客を連れてくる案内人。眼鏡をかけた男性。
お軽（おかる）
うせもの宿に複数いる仲居の1人。時々、女将に膝枕をする。
番頭
うせもの宿の番頭。小柄な老人。女将の生前について何か知っている。
桜井 恵一郎（さくらい けいいちろう）
うせもの宿の従業員。生前は脚本家で、未経験ながら、宿では料理長をしている。客に出される料理は全て、客の思い出の料理（お母さんの○○など）へと変わってしまう。
准（じゅん）
うせもの宿の従業員。宿を訪れた銀行強盗犯でさえ探しものを見つけられるのに、真っ当な生き方をしてきた自分がなぜ宿に留まり続けるのか納得できない。

## 書誌情報
- 穂積『うせもの宿』 小学館〈フラワーコミックスα〉 全3巻
  1. 2014年10月10日発売[3]、ISBN 978-4-09-136416-6
  2. 2015年5月8日発売、ISBN 978-4-09-137300-7
  3. 2015年12月10日発売、ISBN 978-4-09-137773-9